# 阿武教子
阿武教子（日语：／ Anno Noriko，1976年5月23日—），日本女子柔道运动员。她曾代表日本参加1996年、2000年和2004年夏季奥林匹克运动会柔道比赛，其中2004年奥运会获得一枚金牌。她也曾参加1994年和1998年亚洲运动会。

## 外部連結
- 阿武教子在国际奥林匹克委员会的资料